# Thí nghiệm ảo
Thí nghiệm ảo là tập hợp các tài nguyên số đa phương tiện dưới hình thức đối tượng học tập, nhằm mục đích mô phỏng các hiện tượng vật lý, hóa học, sinh học...xảy ra trong tự nhiên hay trong phòng thí nghiệm, có đặc điểm là có tính năng tượng tác cao, giao diện thân thiện với người sử dụng và có thể mô phỏng những quá trình, điều kiện tới hạn khó xảy ra trong tư nhiện hay khó thu được trong phòng thí nghiệm. Thí nghiệm ảo giúp giảm thiểu việc học chay, dậy chay thường gặp do thiếu phương tiện, điều kiện thí nghiệm giúp người học chủ động học tập phù hợp với tinh thần người học là trung tâm của giáo dục hiện đại.
Theo quan điểm giáo dục hiện đại, không có sự phân biệt giữa một đơn vị học tập điện tử (đối tượng học tập – Learning Object) với một thí nghiệm ảo, hay một đơn vị kiểm tra đánh giá. Thực chất các đơn vị này đều có tính năng tương tác người học, khả năng đánh giá tiến độ người học theo mức độ đáp ứng các yêu cầu đề ra. Cũng trên quan điểm như vậy, thí nghiệm ảo về thực chất không khác một trò chơi giáo dục. Tuy nhiên để làm được điều này cần đảm bảo tính chất độc lập, hay mỗi thí nghiệm ảo phải có khả năng hoạt động độc lập như một đối tượng học tập, được thiết kế để giải quyết một hay một số mục tiêu (nhiệm vụ học tập cụ thể). Trò chơi giáo dục giúp tăng hiệu quả học tập qua việc khuyếnh khích người học chủ động học tập thể hiện tinh thần "học mà chơi, chơi mà học".

## Quan hệ với bài giảng điện tử
Thí nghiệm ảo và bài giảng điện tử gắn bó chặt chẽ với nhau. Thí nghiệm ảo giúp tăng hiệu quả giáo dục, huấn luyện của bài giảng điện tử qua tính năng tương tác cao với người tiến hành thí nghiệm, với hệ thống. Trong khi đó, bài giảng điện tử giúp xâu chuỗi các thí nghiệm ảo theo một trình tự logic, mang tính giáo dục. Thí nghiệm ảo cùng với bài giảng điện tử giúp áp dụng được cả ba yếu tố giáo dục hiện đại trong phần mềm dạy học là "học + thực hành + kiểm tra đánh giá", cần thiết hiệu quả học tập đạt được cao.
Thí nghiệm ảo có các ưu điểm giống với bài giảng điện tử, ngoài ra, chúng có thể giả lập những tình huống, điều kiện tới hạn, khó xảy ra trong thế giới thực giúp người học nắm được bản chất của vấn đề. Tuy nhiên, thí nghiệm ảo không thể thay thế được kinh nghiệm thực tiễn. Phi công sẽ không lái được máy bay hạ cánh khi chỉ toàn thực tập trên mô hình ảo; bác sĩ sẽ không phẫu thuật tim được khi chỉ có kinh nghiệm với dao mổ ảo trên máy tính.
thí nghiệm ảo là thí nghiệm trên môi trường ảo (môi trường số hoá) gồm mô hình ảo, phân tích băng hình, mô phỏng,.... nó có vai trò là phương tiện dạy học trong quá trình dạy học, đáp ứng được đầy đủ các bước, các quá trình của bài giảng.
Khi soạn giáo án điện tử ta có thể kết hợp cả thí nghiệm thực và thí nghiệm ảo, sao cho phù hợp với các quá trình nhận thức và trật tự logic cua bài học